# Matthias Flacius
Matthias Flacius (łacińska forma nazwiska Vlacich, właściwie Franković), zwany Illyricus (ur. 3 marca 1520 w Albonie, zm. 11 marca 1575 we Frankfurcie nad Menem) – chorwacki teolog luterański, działacz reformacyjny, reprezentant gnezjoluteranizmu, uczestnik licznych sporów teologicznych.

## Życiorys

### Pierwsze lata
Matthias Flacius urodził się w Albonie (obecnie chorwackie miasto Labin) w Istrii. Ze względu na miejsce urodzenia nadano mu przydomek Illryricus (pochodzący z Ilirii). Jego ojciec, znaczący obywatel Albony, zmarł gdy Flacius był jeszcze młody. Wykształcenie, a zwłaszcza solidne studia filozoficzne, otrzymał w Wenecji od poważanego humanisty Baptisty Egnatiusa. Flacius, wówczas gorliwy katolik, postanowił wstąpić do zakonu, studiować teologię i podjąć działalność kaznodziejską, jednak jego wujek, Baldo Lupetino, prowincjał franciszkanów, wskazał mu Lutra jako głosiciela prawdziwej ewangelii i w 1539 roku wysłał go na studia do Niemiec. Najpierw studiował w Bazylei, od 1540 w Tybindze a od 1541 roku w Wittenberdze, gdzie został życzliwie przyjęty przez Filipa Melanchtona. Po pewnym czasie Jan Bugenhagen skierował go do Lutra. W wyniku tego Flacius przyjął naukę o usprawiedliwieniu jedynie z łaski przez wiarę i stał się jej gorliwym obrońcą.
W 1544 roku Flacius objął katedrę języka hebrajskiego, w 1545 roku ożenił się, tegoż roku lub w roku następnym uzyskał tytuł magistra. Wykładał Stary Testament, Listy Pawła i filozofię Arystotelesa. Jego działalność przerwał wybuch I wojny szmalkaldzkiej. W 1547 roku schronił się w Brunszwiku, gdzie zarabiał na życie nauczaniem, jednak po kulku miesiącach powrócił do Wittenbergi. Po ogłoszeniu Interim augsburskiego w 1548 roku, elektor saski Maurycy Wettyn zaprosił go do dyskusji z teologami i stanami, która zaowocowała sformułowaniem Interim lipskiego. Wtedy to Flacius, ortodoksyjny luteranin, sprzeciwił się ustępstwom Melanchtona i jego zwolenników. Jego pozycja w Wittenberdze stała się niewygodna. Po krótkim pobycie w Hamburgu, Flacius udał się do Magdeburga, gdzie obowiązywała wciąż swoboda publikacji.

### Spory teologiczne i próby pojednania
W Magdeburgu podjął ożywioną polemikę z filipistami (zwolennikami Melanchtona) i wtedy to wybuchły spory, które zaszkodziły sprawie ewangelickiej bardziej niż działalność katolików. Obie strony przyczyniły się do zaognienia konfliktu. W Wittenberdze Flaciusowi przypisywano najgorsze pobudki działań, ze strony Flaciusa próby porozumienia udaremniały jego arogancja, zawzięty charakter i skłonność do autorytaryzmu. W swych dziełach sprzeciwiał się postanowieniom Interim augsburskiego i adiaforytom. Kiedy Magdeburg wpadł w ręce elektora Maurycego, podjęto próbę pogodzenia zwaśnionych stron. Pod nieobecność Flaciusa, Nicolaus Gallus i jego współpracownicy zgodzili się na negocjacje pod warunkiem, że nie będą poczynione żadne ustępstwa wobec papieża. Teolodzy doszli do porozumienia w kilku kwestiach, jednak podejrzliwy Flacius nie był usatysfakcjonowany i próba pojednania zakończyła się niepowodzeniem.
Kolejny spór wybuchł wokół poglądów Georga Majora, który w kazaniu wygłoszonym w Eisleben przyjął stanowisko, że dobre uczynki są niezbędne do zbawienia. W 1552 roku kontrowersje wzbudziła nauka Andreasa Osiandra, według którego usprawiedliwienie polegało na wewnętrznym przyjęciu przez człowieka sprawiedliwości Chrystusa. W sporze tym Flacius był po tej samej stronie co Melanchton, co dowodzi, że ich spór nie miał charakteru personalnego. W tym sporze Flacius opowiadał się za ściśle jurydycznym pojmowaniem odkupienia i usprawiedliwienia. W 1553 roku zaatakował mistyczny subiektywizm Kaspar Schwenkfelda, który rozdzielał wewnętrzne Słowo Boże od litery Pisma Świętego.
W tym czasie podjęto ponowne próby pogodzenia stronnictw wittenberskiego i magdeburskiego. W 1553 roku Flacius i Gallus zaproponowali podjęcie mediacji, jednak Melanchton nie odpowiedział. Później spotkanie pojednawcze zaproponował książę Krzysztof Wirtemberski, jednak Nikolaus von Amsdorf i jego zwolennicy negatywnie ustosunkowali się do jego propozycji, żądając od teologów z Wittenbergi publicznego odwołania swych poglądów. Kilka innych prób również zawiodło. Wtedy Flacius opublikował traktat Von der Einigkeit, w którym bronił swej osoby przed atakami i zaproponował kroki niezbędne do pojednania. Melanchton odrzucił jednak artykuły Flaciusa.
W 1557 roku Flacius został profesorem Nowego Testamentu i superintendentem w Jenie, która wówczas stanowiła ostoję gnezjoluteranizmu. Krótko po jego przybyciu w Wormacji odbyły się rozmowy religijne ewangelików z katolikami, które zakończyły się niepowodzeniem głównie z powodu rozłamów w samym obozie ewangelickim – do czego w niemałym stopniu przyczynił się Flacius, którego postawa spotkała się z powszechną krytyką. Tzw. dokument frankfurcki, przedstawiony przez książąt w 1558 roku, był próbą pojednania udaną w nie większym stopniu, niż poprzednie. Flacius zaproponował wówczas synod i pięćdziesięciu poważanych teologów podpisało Supplicatio pro libera, christiana et legitima synodo, co synodu jednak nie doszło. Rezultatu nie przyniosło także spotkanie w Naumburgu w 1561 roku.
Wtedy to wybuchł kolejny spór, zwany sporem synergistycznym. Victorinus Strigel i superintendent Hügel skrytykowali naukę Flaciusa o wolnej woli, uważając, że przyzwalająca wola człowieka funkcjonuje jako element nawrócenia i w człowieku tkwi przyczyna jego zbawienia lub potępienia. Książę Jan Fryderyk natychmiast ich uwięził. W 1560 roku doszło do spotkania w Weimarze, na którym książę potwierdził prawowierność nauki Flaciusa. Jan Fryderyk, znużony sporami teologicznymi, ustanowił konsystorz i wyposażył go w prawo do ekskomuniki oraz cenzury pism teologicznych. Flacius zaprotestował przeciwko temu i sam został uwięziony.

### Ostatnie lata
W 1562 roku Flacius opuścił Jenę z ideą założenia luterańskiej uczelni w Ratyzbonie. Stamtąd protestował przeciwko synergistom, kryptokalwinistom, władzom świeckim ingerującym w sprawy Kościoła i wielu innym przeciwnikom. Wzbudziło to nienawiść wielu przeciwników i jego osoba stała się zagrożona. Szczególnie zaciekłym przeciwnikiem był elektor saski August Wettyn, przed którym rada miejska Ratyzbony nie mogła Flaciusa uchronić. W 1566 roku Flacius udał się do Antwerpii, gdzie w owym czasie luteranie byli traktowani przez księcia Wilhelma Orańskiego tak samo jak kalwiniści, bowiem tamtejszy zbór potrzebował pomocy doświadczonego teologa. Rok później musiał jednak uchodzić przed postępami armii hiszpańskiej. Udał się do Frankfurtu nad Menem, a później do Strasburga, jednak także tam dosięgła go nienawiść elektora Augusta. Flacius zbiegł do Bazylei, jednak nie pozwolono mu tam pozostać, więc powrócił do Strasburga, gdzie pomimo nacisków elektora był tolerowany. Popadł jednak w konflikt z tamtejszym duchowieństwem ze względu na swój sprzeciw wobec prób pojednania podjętych przez Jakoba Andreä oraz swoją naukę o grzechu pierworodnym (patrz niżej); oskarżano go nawet o manicheizm. W 1573 roku rada miejska skazała go na wygnanie. Flacius ponownie udał się do Franfurtu nad Menem, gdzie schronienia udzieliła mu przełożona klasztoru Białych Pań (Weißfrauenkloster). Rada miejska nie udzieliła zgody na pozostanie w mieście, jednak nakaz jego opuszczenia udało się odwlec aż do śmierci Flaciusa.

## Nauka o grzechu pierworodnym
Duże kontrowersje wzbudziła nauka Flaciusa o grzechu pierworodnym. W traktacie De peccati originalis aut veteris Adami appellationibus et essentia utrzymywał, że grzech pierworodny jest substancją człowieka, a nie jedynie przypadłością, jak uważał Strigel. Sformułowanie to padło w polemice z synergistami, posądzanymi o semipelagianizm, jednak ubrano je w słowa właściwe dla manichejczyków. Flacius rozróżniał materialną i formalną substancję człowieka – pierwszą utożsamiał z grzechem pierworodnym, drugą za doskonałą, gdyż stworzoną na obraz Boży. F. Bente odrzuca twierdzenie przeciwników Flaciusa, że ten uważał szatana za stwórcę natury człowieka. Ostatecznie w Formule zgody odrzucono zarówno utożsamienie grzechu pierworodnego z naturą człowieka, jak i poglądy synergistów umniejszających jego znaczenie.

## Działalność literacka i naukowa

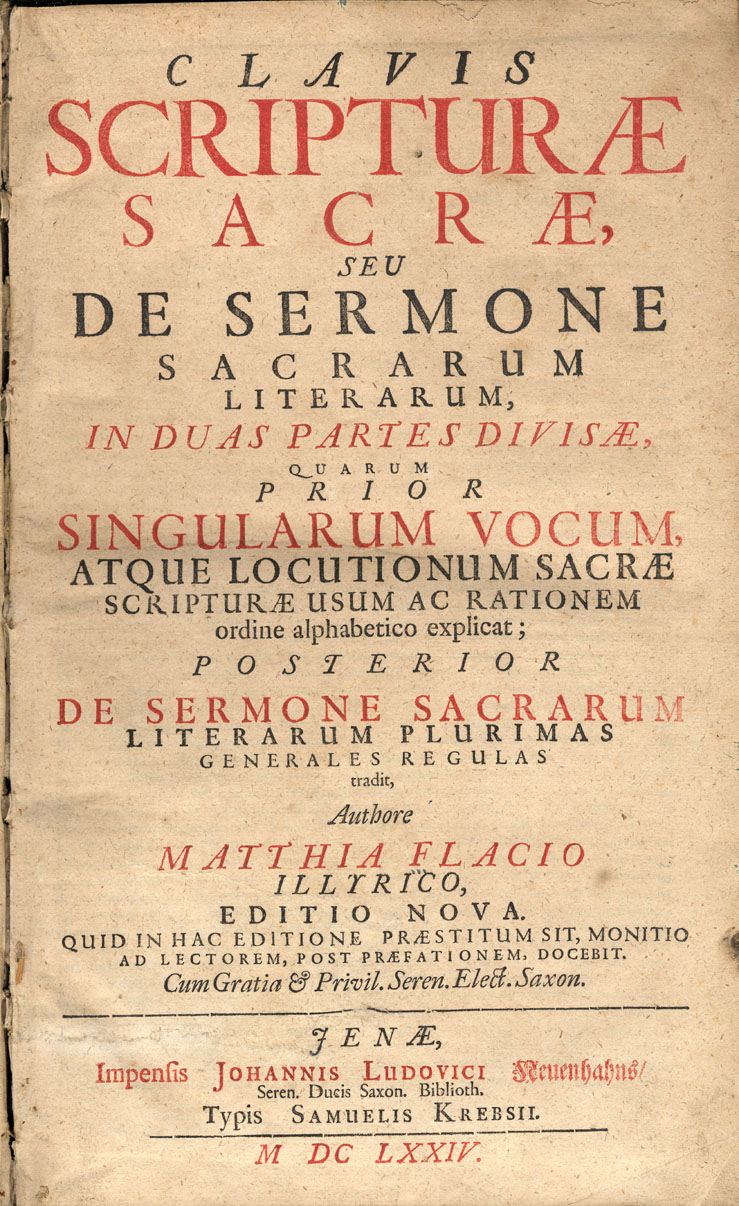
Strona tytułowa Clavis scripturae sacrae, wyd. II, 1674

Pomimo zaangażowania w liczne spory, Flacius był aktywny na polu działalności naukowej. Szczególnie wykazywał się jako historyk Kościoła. W Magdeburgu podjął zamiar napisania dzieł historycznych wymierzonych w katolicyzm. W dziele Catalogus testium veritatis, qui ante nostram ætatem reclamarunt Papæ (1556) oraz jego uzupełnieniu Varia doctorum piorumque virorum de corrupto ecclesiæ statu poemata (1557) opisuje osoby, które jeszcze przed Lutrem sprzeciwiały się papieżowi. Bardziej istotny był jego plan opisania historii Kościoła od czasów apostołów w celu wykazania, jak stopniowo odchodził on od prawdy, aż do momentu gdy Luter odnowił w nim prawdziwą ewangelię. Owocem tego były tzw. Centurie Magdeburskie. Flaciusa, który przemierzał całe Niemcy zbierając materiały do swoich prac, wspierało finansowo wielu patronów i wspomagali liczni asystenci. Antykatolicki charakter tych dzieł uczynił je podatnymi na krytykę, niemniej zapoczątkowały one nową epokę badań nad historią Kościoła. Flacius zajmował się także biblistyką. W tej dziedzinie jego najważniejszymi dziełami były Clavis scripturæ sacræ seu de sermone sacrarum literarum (1567) i Glossacompendiaria in Novum Testamentum (1570).